# Пльонсково
Пльонсково (пол. Pląskowo) — село в Польщі, у гміні Месцисько Вонґровецького повіту Великопольського воєводства.
Населення — 88 осіб (2011).
У 1975-1998 роках село належало до Познанського воєводства.

## Демографія
Демографічна структура станом на 31 березня 2011 року:
|          | Загалом | Допрацездатний вік | Працездатний вік | Постпрацездатний вік |
| -------- | ------- | ------------------ | ---------------- | -------------------- |
| Чоловіки | 48      | 15                 | 27               | 6                    |
| Жінки    | 40      | 9                  | 21               | 10                   |
| Разом    | 88      | 24                 | 48               | 16                   |